# 프랑스 문화원
프랑스 문화원(프랑스文化院, 프랑스어: Institut Français)은 1907년에 설립된 프랑스의 비영리 단체로, 공적인 국제 문화 교류 기관이며 각국의 프랑스어 보급과 프랑스와 외국 간 교육·문화 교류를 목적으로 하고 있다. 